# Hans Schnoor
Pour les articles homonymes, voir Schnoor (homonymie).
Hans Schnoor, né le 4 octobre 1893 à Neumünster et mort le 15 janvier 1976 à Bielefeld, est un musicologue, journaliste, et un critique musical allemand.

## Biographie
Docteur en musicologie, Hans Schnoor enseigne au Conservatoire de Dresde. En 1932, il rejoint le Parti national-socialiste des travailleurs allemands et fait preuve d'un antisémitisme militant sous le Troisième Reich.

## Ouvrage
- Hans Schnoor, Oper, Operette, Konzert- Ein praktisches Nachschlagbuch für Theater- und Konzertbesucher, für Rundfunkhörer, Fernsehteilnehmer und Schallplattenfreunde, Bertelsmann, Gütersloh, 1955.